# Seaca, Bacău
Seaca este un sat în comuna Dofteana din județul Bacău, Moldova, România. Prin acest sat trece un pârâu cu același nume. Pârâul Seaca se varsă în râul Dofteana.
 Acest articol despre o localitate din județul Bacău este deocamdată un ciot. Puteți ajuta Wikipedia prin completarea lui.